# غاريت براون
غاريت براون (بالإنجليزية: Garrett Brown)‏ هو مصور سينمائي أمريكي، ولد في 6 أبريل 1942 في لونغ برانش في الولايات المتحدة.

## وصلات خارجية
- غاريت براون على موقع IMDb (الإنجليزية)
- غاريت براون على موقع أول موفي (الإنجليزية)
- غاريت براون على موقع قاعدة بيانات الأفلام السويدية (السويدية)
- غاريت براون على موقع قاعدة بيانات الفيلم (الإنجليزية)